# Якамара турмалінова
Якамара турмалінова (Galbula dea) — вид дятлоподібних птахів родини якамарових (Galbulidae).

## Поширення
Птах поширений в Південній Америці в басейні Амазонки. Його природним середовищем проживання є тропічні та субтропічні вологі низовинні ліси, галерейні ліси та вологі савани.

## Опис
Птах середнього розміру, завдовжки до 31 см. Половина довжини птаха припадає на хвіст. Вага тіла — 32 г. Більша частина оперення темно-синього чорнуватого кольору, що контрастує з білим горлом. Верхівка голови димчасто-коричневого кольору. Крила мають глянцевого зеленого забарвлення.

## Спосіб життя
Живиться комахами. Гніздиться у норах, які викопує у термітниках.